# Bahtijors Hasans

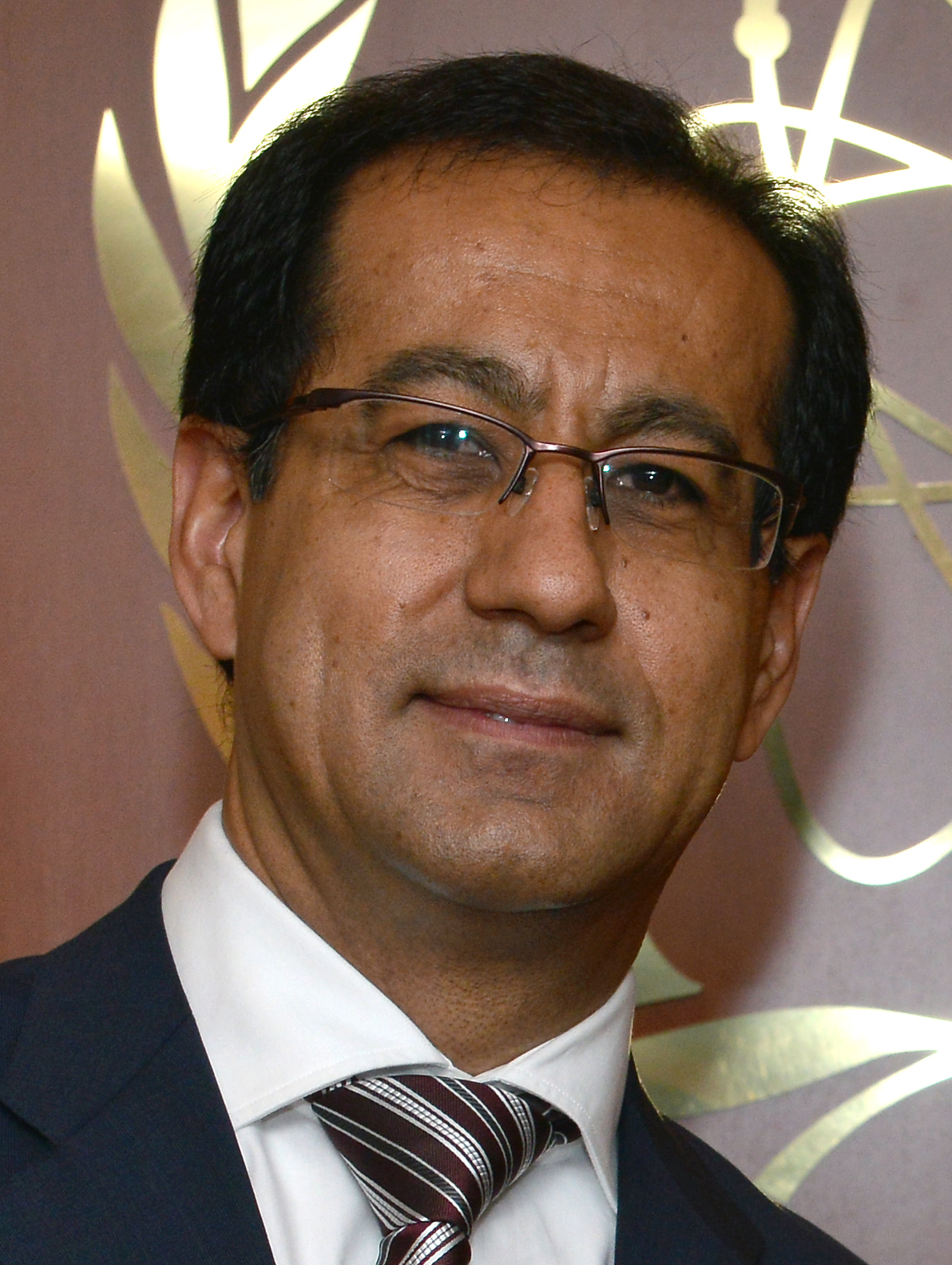
Bahtijors Hasans (2013)

Bahtijors Hasans – łotewski dyplomata, od 2013 ambasador Łotwy przy OBWE i ONZ w Wiedniu.

## Życiorys
Z pochodzenia jest Uzbekiem. Uzyskał wykształcenie prawnicze oraz filologiczne na Uniwersytecie Łotewskim. Kształcił się również w Nowym Delhi, Jerozolimie i Tokio. Po uzyskaniu naturalizacji rozpoczął w 1993 pracę w Ministerstwie Spraw Zagranicznych Republiki Łotewskiej. Był m.in. wiceministrem spraw zagranicznych, a także przedstawicielem kraju w Szwecji (w randze I sekretarza ds. handlu i gospodarki i Chargé d’affaires) oraz Finlandii.
3 września 2010 złożył listy uwierzytelniające prezydentowi Słowenii, rozpoczynając misję jako ambasador nadzwyczajny i pełnomocny w tym kraju. 15 listopada 2013 roku Łotwa zamknęła ambasadę w Słowenii, po zamknięciu słoweńskiej ambasady na Łotwie w ubiegłym roku.
Mówi w językach francuskim, szwedzkim, tureckim i perskim.